# Gnadendorf
Gnadendorf  är en ort och kommun i Österrike. Den ligger i distriktet Mistelbach i förbundslandet Niederösterreich, 50 km norr om huvudstaden Wien. 
Kommunen består av sju orter (Ortschaften) (inom parentes invånarantal 1 januari 2024):

- Eichenbrunn (280)
- Gnadendorf (254)
- Oedenkirchenwald (2)
- Pyhra (243)
- Röhrabrunn (121)
- Wenzersdorf (87)
- Zwentendorf (203)